# Pędzichów

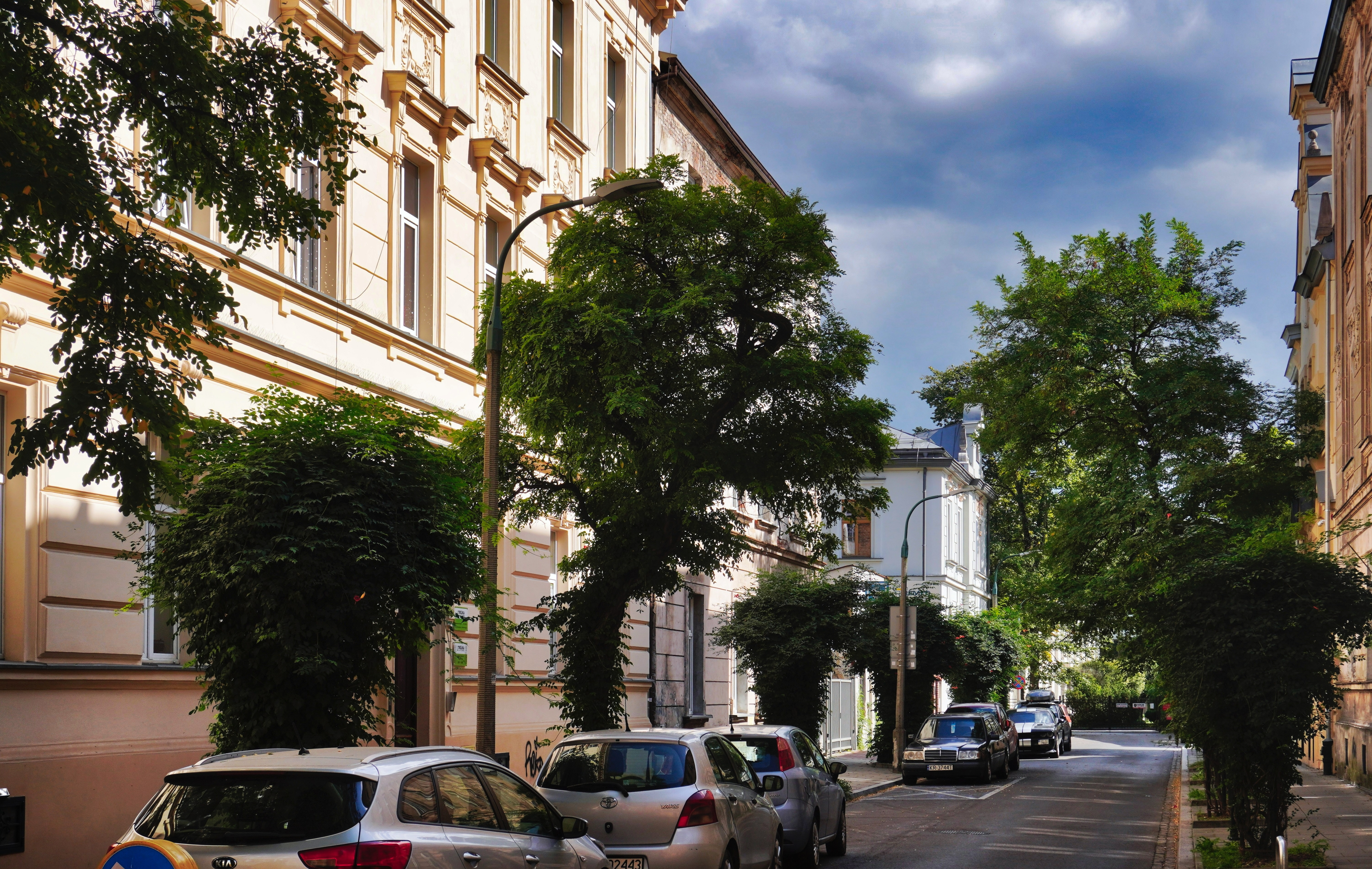
Ulica Zygmunta Wróblewskiego, teren dawnej jurydyki

Pędzichów – dawna duchowna jurydyka, położona na wschód od obecnej ulicy Pędzichów. Od zachodu graniczyła z jurydykami Biskupie oraz Błonie, od wschodu z folwarkiem Szlak, a od południa z Kleparzem.

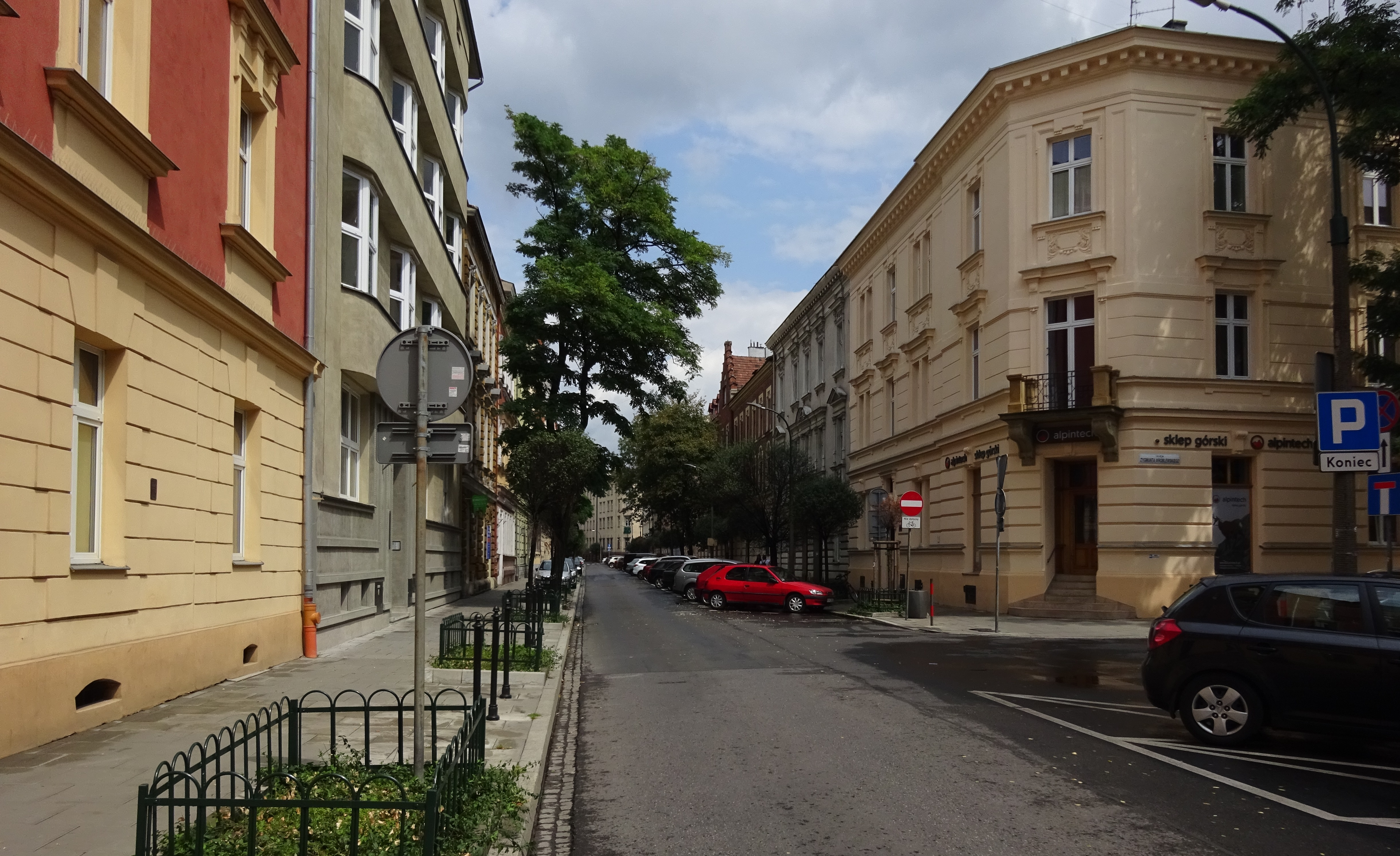
Ulica Pędzichów, dawna granica zachodnia jurydyki

Jurydyka Pędzichów była własnością Kościoła św. Floriana. W XIV wieku na jej terenie znajdowała się miejska szubienica (w miejscu obecnego Zakładu im. Helców). W pierwszej połowie XV wieku wschodnia część jurydyki Pędzichów należała do kleparskiego mieszczanina Świętosława Popka, a zachodnia do zakonu duchaków. 
Od 1434 roku jurydyka stanowiła własność wikariuszy katedralnych. Początkowo władzę sądowniczą na terenie osady sprawowała rada miejska, aż do 1464 roku kiedy to Kazimierz IV Jagiellończyk rozpoczął lokację jurydyki Pędzichów na prawie niemieckim. 
Władzę administracyjną i sądowniczą na terenie jurydyki  przejął wójt i pięciu ławników. W 1632 roku jurydyka liczyła około 30 domów, a na jej terenie znajdował się również folwark. W latach 1655–1657 osada została zniszczona podczas potopu szwedzkiego. 
Pod koniec XVIII wieku liczyła około 210 mieszkańców. W 1800 roku na mocy dekretu władz austriackich jurydyka została włączona w granicę Krakowa, a wtedy nazwę Pędzichów objęła pobliska ulica wytyczona w XVIII wieku. Od 1991 roku teren jurydyki znajduje się na terenie dzielnicy I.